# Benjamin Rondeau
Benjamin Rondeau (født 1. oktober 1983 i Verdun, Frankrig) er en fransk tidligere roer.
Rondeau vandt en bronzemedalje ved OL 2008 i Beijing, som del af den franske firer uden styrmand, der desuden bestod af Julien Desprès,
Germain Chardin og Dorian Mortelette. Franskmændene kom ind på en tredjeplads i finalen, hvor Storbritannien og Australien sikrede sig guld- og sølvmedaljerne. Det var det eneste OL, Rondeau deltog i.
Rondeau vandt desuden to EM-medaljer i otter gennem karrieren, en guldmedalje ved EM 2008 i Grækenland og en bronzemedalje ved EM 2009 i Frankrig.

## OL-medaljer
- 2008:  Bronze i firer uden styrmand